# Alex marche à l'amour
 (mars 2024).
La mise en forme du texte ne suit pas les recommandations de Wikipédia : il faut le « wikifier ».
Les points d'amélioration suivants sont les cas les plus fréquents :
- Les titres sont pré-formatés par le logiciel. Ils ne sont ni en capitales, ni en gras.
- Le texte ne doit pas être écrit en capitales (les noms de famille non plus), ni en gras, ni en italique, ni en « petit »…
- Le gras n'est utilisé que pour surligner le titre de l'article dans l'introduction, une seule fois.
- L'italique est rarement utilisé : mots en langue étrangère, titres d'œuvres, noms de bateaux, etc.
- Les citations ne sont pas en italique mais en corps de texte normal. Elles sont entourées par des guillemets français : « et ».
- Les listes à puces sont à éviter, des paragraphes rédigés étant largement préférés. Les tableaux sont à réserver à la présentation de données structurées (résultats, etc.).
- Les appels de note de bas de page (petits chiffres en exposant, introduits par l'outil «  Source ») sont à placer entre la fin de phrase et le point final[comme ça].
- Les liens internes (vers d'autres articles de Wikipédia) sont à choisir avec parcimonie. Créez des liens vers des articles approfondissant le sujet. Les termes génériques sans rapport avec le sujet sont à éviter, ainsi que les répétitions de liens vers un même terme.
- Les liens externes sont à placer uniquement dans une section « Liens externes », à la fin de l'article. Ces liens sont à choisir avec parcimonie suivant les règles définies. Si un lien sert de source à l'article, son insertion dans le texte est à faire par les notes de bas de page.
- La présentation des références doit suivre les conventions bibliographiques. Il est recommandé d'utiliser les modèles {{Ouvrage}}, {{Chapitre}}, {{Article}}, {{Lien web}} et/ou {{Bibliographie}}. Le mode d'édition visuel peut mettre en forme automatiquement les références.
- Insérer une infobox (cadre d'informations à droite) n'est pas obligatoire pour parachever la mise en page.

Pour une aide détaillée, merci de consulter Aide:Wikification.
Si vous pensez que ces points ont été résolus, vous pouvez retirer ce bandeau et améliorer la mise en forme d'un autre article.
Pour plus de détails, voir Fiche technique et Distribution.
Alex marche à l'amour est un film québécois réalisé par Dominic Leclerc en 2013. Le film met en avant la quête d'Alexandre Castonguay, comédien, à travers la lecture de la marche à l'amour de Gaston Miron.

## Synopsis
Alex est en quête de trouver la chose qui changera sa vie. Il marchera 700 kilomètres en juillet. La forêt abitibienne lui fera réaliser de nombreuses choses sur sa vie. Le film a été inspiré du poème La Marche à l'amour de Gaston Miron écrit en 1962. Nous pouvons remarquer la solitude d'Alex pendant le film, alors qu'il est à la recherche de quelque chose ou quelqu'un. Alexandre Castonguay est l'acteur principal.
L'idée de travailler avec Alexandre Castonguay existait depuis longtemps :  « Alex et moi voulions travailler ensemble depuis longtemps, mais le bon projet tardait à se matérialiser ».

## Fiche technique
- Titre original : Alex marche à l'amour
- Réalisateur : Dominic Leclerc
- Scénario : Dominic Leclerc, Alexandre Castonguay
- Direction : photo : Dominic Leclerc
- Montage : Dominic Leclerc
- Conception sonore : Dominic Leclerc, Jean-Pierre Bissonette, Luc Landry
- Musique : Louis-Phillippe Gingras et Dany Placard
- Prise de son : Dominic Leclerc
- Mixage sonore : Phillippe Racine
- Producteur : Dominic Leclerc et Alexandre Castonguay
- Producteur exécutif : Émilie Villeneuve
- Tournage : Abitibi-Témiscamingue
- Partenaire financier : Conseil des arts et des lettres du Québec
- Pays de production : Canada
- Langue originale : Français
- Durée : 79 minutes
- Date de sortie : 2013

## Distribution
Le film a été présenté dans plusieurs festivals, notamment les RIDM, le Festival du cinéma international en Abitibi-Témiscamingueet nous pouvons aussi le retrouver en ligne. Le film est distribué par les films du 3 mars (F3M). 

## Nomination
Le journal Le Devoir souligne le passage d'Alexandre Castonguay et de Dominic Leclerc aux Rencontres internationales du documentaire Montréal (RIDM).
La Presse souligne un bon résumé du documentaire et nous explique le poème de Gaston Miron.